# Matière (philosophie)
Pour les articles homonymes, voir Matière.
La matière désigne la réalité constitutive du monde physique — celui des corps. Elle s'oppose en ce sens aux notions de « forme » ou d'« esprit » qui désignent des caractéristiques non matérielles du monde. La physique est la science qui en étudie les propriétés.
Le mot « matière » est dérivé du mot latin māteria, qui signifie « bois » au sens de « matériau ». Pour les philosophes de l'Antiquité grecque et latine, puis pour les philosophes scolastiques du Moyen Âge, la matière est un substrat informel qui constitue dans les choses ce qui est susceptible de recevoir une forme. Descartes l'identifie à l'« étendue » tandis que Locke la définit comme « impénétrabilité ».

## Historique

### Présocratiques
Chez les philosophes présocratiques, l'arkhè (ἀρχή) est le premier principe du monde. Thalès de Milet affirme que ce premier principe est l'eau. Sa théorie prétend se justifier par l'observation de l'humidité partout dans le monde et coïncide avec sa conception d'une terre qui flotte sur l'eau. La théorie de Thalès est réfutée par son élève et successeur, Anaximandre. Celui-ci note que l'eau ne peut pas être arkhè, car elle ne peut pas donner lieu à son contraire, le feu. Anaximandre prétend qu'aucun des éléments fondamentaux (terre, feu, air, eau) ne peut être l'arkhè, et ce pour la même raison. Il propose alors sa propre théorie de l'apeiron, substance indéterminée à partir de laquelle toutes les choses naissent et à laquelle toutes reviennent. L' apeiron définit selon lui la matière première de toute chose sur fond de laquelle chaque chose se différencie.
Anaximène, l'élève d'Anaximandre, avance une autre théorie. Il retourne à la théorie des quatre éléments mais postule que c'est dans l'élément air plutôt que dans l'eau que réside l' arkhè. Anaximène suggère que tout est constitué d'air à divers degrés de raréfaction et de condensation (« amincissement » ou « épaississement »). Raréfié, l'air devient le feu ; condensé, il devient le premier vent, puis les nuages, l'eau, la terre, et enfin, la pierre.
Pythagore de Samos, mathématicien, mystique et scientifique, enseigne que le nombre, plutôt que la matière, constitue la vraie nature des choses. Il semble avoir influencé la forme idéale de Platon. Héraclite tient de son côté que tout est flux. Un tel système est incompatible avec la matière entendue comme substance résidant dans les choses. Leucippe affirme quant à lui qu'il existe des particules indivisibles, les atomes, qui sous-tendent l'existence.
Selon Empédocle, il existe bien quatre éléments dont toutes les choses sont dérivées. D'autres ajoutent un cinquième élément, l'éther dont sont dérivés les cieux. 

### Platon
Selon Platon, Socrate accepte (ou du moins ne rejette pas) la théorie des cinq éléments, comme le montre le Timée qui identifie les cinq éléments aux « solides de Platon ». La terre est associée au cube, l'air à l'octaèdre, l'eau à l'icosaèdre, le feu au tétraèdre et le ciel au dodécaèdre.
Platon reprend l'idée de matière première. La matière est la substance du monde telle qu'elle existe avant ou indépendamment de toute détermination formelle. Elle ne désigne donc pas telle ou telle matière formée, mais cette même matière en tant que susceptible de recevoir une forme. Platon décrit cette pure réceptivité de la matière comme indétermination et passivité.

### Aristote et ses successeurs
Aristote en décrit aussi la passivité, mais comme pure « puissance » ou potentialité, par opposition à l' « acte pur », principe par lequel la matière devient une substance déterminée. Cette théorie de la matière comme « être en puissance » et de la forme comme « être en acte » s'est fait connaître sous le nom d'hylémorphisme.
Les idées d'Aristote ont eu peu d'impact sur le monde ancien. L'émergence du stoïcisme a permis d'approfondir et de préciser des idées antérieures. La conception stoïcienne des « catégories » est une tentative d'explication de l'existence des choses sans référence à quoi que ce soit d'incorporel.
Plotin fait revivre les idées de Platon. Sa conception néo-platonicienne de la matière en fait une émanation dégradée de l'être.

## Sciences modernes
Dans le contexte philosophique actuel, le terme « matière » est encore utilisé pour distinguer les aspects matériels de l'univers de ceux de l'esprit. L'essor de la chimie et de la physique modernes marque un retour aux théories atomistes de Leucippe. Toutefois, la physique quantique et la théorie de la relativité restreinte rendent plus complexe notre compréhension de la matière en raison de l'identification de la matière et de l'énergie aux particules élémentaires et à leurs propriétés ondulatoires.

## Source de la traduction
- (en) Cet article est partiellement ou en totalité issu de l’article de Wikipédia en anglais intitulé « Matter (philosophy) » (voir la liste des auteurs).